# Obsjtina Devin
Obsjtina Devin (bulgariska: Devin, Община Девин) är en kommun i Bulgarien.   Den ligger i regionen Smoljan, i den sydvästra delen av landet, 140 km sydost om huvudstaden Sofia.
Kommundelar i kommunen.
- Breze
- Grochotno
- Gjovren
- Ljaskovo
- Michalkovo
- Osikovo (distrikt i Bulgarien, Smoljan)
- Seltja
- Trigrad

I omgivningarna runt Obsjtina Devin växer i huvudsak blandskog. Runt Obsjtina Devin är det ganska glesbefolkat, med 43 invånare per kvadratkilometer.